# Game & Watch Gallery Advance
Game & Watch Gallery Advance is een spel uitgebracht op de Game Boy Advance. De titel verscheen op 25 oktober 2002 en is het vierde deel uit de Game & Watch-serie. Het spel bestaat uit verschillende mini-games (Game & Watch) uit de oude doos, in een nieuw kleedje gestoken. De hoofdpersonages zijn Mario en zijn vrienden.